# Cypella trimontina
Cypella trimontina är en irisväxtart som beskrevs av Pierfelice Ravenna. Cypella trimontina ingår i släktet Cypella, och familjen irisväxter. Inga underarter finns listade i Catalogue of Life.